# Віюдита
Віюди́та (Fluvicola) — рід горобцеподібних птахів родини тиранових (Tyrannidae). Представники цього роду мешкають в Центральній і Південній Америці.

## Опис
Віюдити — дрібні птахи, середня довжина яких становить 12,5—15 см, а вага 11—16 г. Вони мають чорно-біле забарвлення, живуть у заростях на берегах річок і озер.

## Таксономія і систематика
Молекулярно-генетичне дослідження, проведене Телло та іншими в 2009 році, дозволило дослідникам краще зрозуміти філогенію родини тиранових. Згідно із запропонованою ними класифікацією, рід Віюдита (Fluvicola) належить до родини тиранових (Tyrannidae), підродини Віюдитиних (Fluvicolinae) і триби Fluvicolini. До цієї триби систематики відносять також роди Курета (Myiophobus), Патагонський пітайо (Colorhamphus), Тиранчик-короткодзьоб (Sublegatus), Пітайо (Ochthoeca), Вогнистий москверо (Pyrocephalus), Білоголова віюдита (Arundinicola), Ятапа-стернохвіст (Gubernetes), Ятапа (Alectrurus) і Тиран-ножицехвіст (Muscipipra).

## Види
Виділяють три види:
- Віюдита ряба (Fluvicola pica)
- Віюдита чорноспинна (Fluvicola albiventer)
- Віюдита біла (Fluvicola nengeta)

## Етимологія
Наукова назва роду Fluvicola походить від сполучення слів лат. fluvius — річка і cola — житель.